# Communistische Partij van Albanië (1991)
De Communistische Partij van Albanië is een communistische en anti-revisionistische marxistisch-leninistische politieke partij in Albanië. De partij wordt geleid door Hysni Milloshi. De partij werd opgericht in 1991, als een afsplitsing van de Albanese Partij van de Arbeid, die zich omvormde tot de Socialistische Partij van Albanië.